# Can U Get wit It
Can U Get wit It è un singolo del cantante statunitense Usher, pubblicato nel 1994 ed estratto dall'album Usher.
Il brano è stato scritto e prodotto da DeVante Swing (Jodeci).

## Tracce
- 12"

1. Can U Get Wit It [Extended Edit] - 6:58
2. Can U Get Wit It [Album Version] - 4:56
3. Can U Get Wit It [Instrumental - Album Version] - 4:58
4. Can U Get Wit It [TV track] - 5:00